# Spilopteron luteum
Spilopteron luteum là một loài tò vò trong họ Ichneumonidae.